# Juniper Canyon Trail
Pour les articles homonymes, voir Juniper.
Le Juniper Canyon Trail est un sentier de randonnée américain situé dans le comté de San Benito, en Californie. Protégé au sein du parc national des Pinnacles, il parcourt une partie du chaînon Gabilan.